# Martin Loo
Pour les articles homonymes, voir Loo.
Martin Loo, né le 9 avril 1988, est un coureur cycliste estonien, spécialiste du cross-country. Il prend également part à des cyclo-cross.

## Biographie
En 2010, il représente l'Estonie lors des championnats du monde de cyclo-cross, où il se classe 43e.

## Palmarès en VTT

### Coupe du monde
- Coupe du monde de cross-country
  - 40e en 2015
  - 24e en 2018

### Divers
- 2011
  - Cross-country Mulgi Rattamaraton
- 2012
  - Cross-country de Mishmar-Haémek
  - Cross-country de Ma'alot-Tarshiha
  - Cross-country de Haïfa
  - Cross-country Rakke Rattamaraton
- 2013
  - Cross-country de Haïfa
  - Cross-country de Misgav

### Championnats nationaux
| - 2007 - Champion d'Estonie de cross-country - 2010 - Champion d'Estonie de cross-country - 2011 - Champion d'Estonie de cross-country - 2012 - Champion d'Estonie de cross-country - 3e du championnat d'Estonie de cross-country marathon - 2013 - Champion d'Estonie de cross-country - 2014 - Champion d'Estonie de cross-country - 2015 - Champion d'Estonie de cross-country | - 2016 - Champion d'Estonie de cross-country - 2017 - Champion d'Estonie de cross-country - Champion d'Estonie de cross-country marathon - 2018 - Champion d'Estonie de cross-country - 2019 - Champion d'Estonie de cross-country - 2020 - 2e du championnat d'Estonie de cross-country - 2021 - Champion d'Estonie de cross-country - 2e du championnat d'Estonie de cross-country marathon |

## Palmarès en cyclo-cross
| - 2015-2016 - Champion d'Estonie de cyclo-cross - 2016-2017 - Champion d'Estonie de cyclo-cross - 2017-2018 - Champion d'Estonie de cyclo-cross | - 2018-2019 - Champion d'Estonie de cyclo-cross - 2019-2020 - 2e du championnat d'Estonie de cyclo-cross - 2020-2021 - Champion d'Estonie de cyclo-cross |

## Palmarès sur route
- 2007
  - 3e étape du Tour d'Aluksne
  - 3e du championnat d'Estonie du contre-la-montre espoirs[2]